# عصام السيد
عصام السيد (14 أغسطس 1952-) هو مخرج مسرحي مصري.

## حياته ونشأته
عصام على السيد حاصل ليسانس آداب وتربية ـ قسم اللغة الإنجليزية من كلية التربية جامعة عين شمس سنة 1974، ودبلوم خاص في التربية وعلم النفس ( كلية التربية جامعة عين شمس ) 1976، اخرج ما يزيد عن الخمسين عملا مسرحيا منذ عام 1981 و حتى ألان في مسرح الدولة و القطاع الخاص، و التليفزيون، و الثقافة الجماهيرية، و الاحتفالات القومية، حاول من خلالها أتباع منهج اخراجى يستفيد من الظواهر المسرحية الشعبية المصرية في تزاوج مع المناهج الإخراجية العالمية . و حقق نجاحا جماهيريا و فنيا و نقديا في نفس الوقت . قام بنشاط متصل في مجالات المسرح المتعددة : اخراجا و تدريبا و نقدا و تنظيرا و إدارة على مدار خمسة و ثلاثون عاما، و مثلت أعماله «مصر» في عدة مهرجانات عربية و عالمية بمصر و سوريا و تونس و العراق و الكويت و فرنسا .

## جوائز و تكريمات
حصل على جائزة الدولة في التفوق في الفنون عام 2013، و ميدالية القوات المسلحة عام 2009. و تم تكريمه من وزارة الاعلام عام 2005، و الثقافة الجماهيرية، و قسم المسرح بآداب حلوان، و جريدة حريتي. و من عدة مهرجانات مصرية و اقليمية. كرمته محافظات : الشرقية، الفيوم , بورسعيد . لمجهوداته في دعم المسرح الأقليمى. حازت مسرحيته أهلا يا بكوات على جائزة أفضل عرض مسرحى في المهرجان القومي الأول للمسرح المصري عام 2006.
تم اختياره في عدة استفتاءات صحفية و اعلامية كأفضل مخرج أو اختيار أعماله كأهم عرض مسرحي.

## وظائف
شغل منصب مدير عام المسرح الكوميدي التابع لوزارة الثقافة 1995 - 2002. أشرف على الانتج المسرحي بقطاع الإنتاج بالتلفزيون المصري 2003 - 2004. عمل مستشارا فنيا لرئيس قطاع الإنتاج الثقافي. تولى منصب مدير عام إدارة المسرح بالثقافة الجماهيرية 2008، ثم رئيسا للإدارة المركزية للشؤون الفنية بالهيئة العامة لقصور الثقافة. 2011 تولى رئاسة البيت الفني للفنون الشعبية حتى خروجه للمعاش في 2012.

## أعمال أخرى
قدم عدة مسرحيات على قناة MBC مصر باسم المسرحية فرقة MBC مصر
اختارته شركة والت ديزني العالمية لإخراج شريط الصوت لعدة أفلام من إنتاجها( النسخة العربية ) في بداية تعاملها مع العالم العربي وقد حازت النسخة العربية من هذه الأفلام نجاحا متميزا مثل الملك الأسد الأسد الملك ، قصة لعبة حكاية لعبة ، بينوكيو، كتاب الغابة، أحدب نوتر دام، هرقل ....